# Werk des Heiligen Apostels Petrus
Das Päpstliche Missionswerk des heiligen Apostels Petrus ist eine organisatorische Einrichtung der Päpstlichen Missionswerke für spezielle Zwecke des Klerus. Die Verwaltung befindet sich in Rom.

## Geschichte
1889 wurde in Caen (Frankreich) das Œuvre Pontificale de Saint Pierre Apôtre von Jeanne Bigard (1859–1934) und deren Mutter Stephanie gegründet, dabei unterstützt durch den Apostolischen Vikar von Süd-Japan, Jules-Alphonse Cousin.

## Aufgaben
- Gebet und Spenden für die Ausbildung des einheimischen Klerus in den Missionsdiözesen
- Ausbau von Priesterseminaren
- Unterstützung der Ausbildung der Kandidaten und Kandidatinnen für die Vita consecrata

## Österreich
Das Apostel-Petrus-Werk sammelt in Österreich am 6. Jänner, dem Fest Epiphanie – dem Fest der Erscheinung des Herrn – für Priester aus drei Kontinenten.